# Sudzal
Sudzal är en kommun i Mexiko.   Den ligger i delstaten Yucatán, i den östra delen av landet, 1 100 km öster om huvudstaden Mexico City. Antalet invånare är 1 689. Arean är 437 kvadratkilometer.
Terrängen i Sudzal är mycket platt.